# NGC 769
NGC 769 è una galassia a spirale situata nella costellazione del Triangolo, a una distanza di circa 200 milioni di anni luce dalla nostra Via Lattea.

## Scoperta
La galassia è stata scoperta il 9 novembre 1866 dall'astronomo statunitense Truman H. Safford.

## Descrizione
Dato il valore della sua luminosità superficiale pari a 11,91, NGC 769 può essere inclusa tra le galassie ad elevata luminosità superficiale.